# Glochidion dolichostylum
Glochidion dolichostylum är en emblikaväxtart som beskrevs av Elmer Drew Merrill. Glochidion dolichostylum ingår i släktet Glochidion och familjen emblikaväxter. Inga underarter finns listade i Catalogue of Life.